# Cossano Canavese
Cossano Canavese (piemonti nyelven Cossan ) egy község Olaszországban, Torino megyében.

## Elhelyezkedése

Cossano Canavese község Torino megye térképén

Cossano Canavese Torino és Vercelli megye határán helyezkedik el. Szomszédos települések :Borgo d'Ale (Vercelli megye), Borgomasino, Caravino, Settimo Rottaro.